# スーパーブラックジャック
『スーパーブラックジャック』とは2003年10月上旬にネットが開発・販売したパチスロ機である。保通協における型式名は『スーパーブラックジャックS777』。本項では山佐が本機を復刻し、2025年2月から稼動開始した『スマスロ スーパーブラックジャック』についても説明する。
初めて合法的にストック機能を搭載した『ブラックジャック777』の続編で前作と同様液晶を搭載しているが、本機ではゲームメーカーのテクモ（現：コーエーテクモウェーブ）とのコラボレーションで生まれた美少女キャラ・リオが主人公として採用され、一連のRioシリーズとしては最初の機種となる。

## 演出
本機においてもブラックジャック演出は健在で、他にもルーレット演出やダーツ演出などカジノならではの演出も追加されている。
前作ではブラックジャック演出においてブラックジャック（絵札とA）でビッグボーナス以上が確定だったが本機においてはこちらが負けるか相手のチップがなくなるまで継続し、相手のチップがなくなった時点でボーナス以上確定である。ルーレット演出は最初に停止させたリールがベットした数字（1～12・13～24・25～36）であり、その数字に止まるとボーナスもしくはストックタイム確定。ダーツ演出は小役告知であり、その小役がハズレればボーナス以上確定である。

## 内部システム
前作では通常時にビッグボーナス当選するとストックタイム（ST）に突入し33Gか777G間小役を獲得しながら終了後1G連荘が炸裂するシステムだったが、本機はボーナス後の当選もしくは通常時の当選でSTに突入し50G・100G・150G・200G・250G・300G・500G・777Gまで継続する。通常時のST当選の場合はほとんどが50Gで終了するものの、運良く継続すると777Gが確定する。ST終了後、ボーナス放出の契機となるアシストタイムであるリオチャンス（RC）がストックされていれば発動し、RC中に押し順通り消化すれば、ボーナスが確定する。ST中に絵札が登場したり、継続確定画面以外でのリオのセクシーポーズがカットインすれば、RCがストックされたことになる。
ビッグボーナスは平均で390枚獲得できる他、1回目のJACゲーム中に3回のルーレット演出があり、成功する回数によりST突入率が変動し、全て成功するとST突入が確定する（3回とも失敗しても僅かながら突入する可能性はある）。なお、通常は7枚役のベルしか揃わないが、ST777から放出されるスーパービッグ中は押し順が表示され、角チェリーが揃い15枚役となるため、平均600枚獲得できる。
天井到達の条件はスイカが11回成立というユニークなものであった。

## キャラクター
リオ以外はブラックジャック演出に登場するキャラクター。基本的に演出開始時に相手のコインが少ないとチャンスとなるが、ミントとティファニーは逆でコインが多いとチャンスとなる。ネット版では声がなかったが、後述の山佐版ではフルボイスになった。キャラクターの下の声優名はいずれも山佐版でのキャスト。
リオ
声：井上麻里奈
本作の主人公。新米ディーラー（山佐版では花形ディーラー）。ストックタイム中、リオチャンス中、ビッグボーナスで姿が見られる。
オーリン・ダンヒル
声：高木渉
メガネをかけた男性。さすらいのギャンブラー。ヒキが強く最終ゲームのカードはいつも合計が20。
Mr.クラーク
声：長克巳
ヒゲを生やした老紳士。
ローザ・キャニオン
声：清水香里
ハリウッド女優。ネット版では3回連続で対戦相手になるとボーナス以上確定という法則がある。山佐版ではリオと旧知の仲という設定がある。
トム・ハワード
声：石井康嗣
不動産業の社長。体格の良い男性。ハワードリゾートのオーナーでもある。
ミント
声：竹達彩奈
幼い女の子でクラークの孫娘。後にドリスタで主役となる。
ティファニー
声：中島沙樹
バニーガール。主に小役の告知を行うキャラであり、服の色が小役に対応している。青＝リプレイ、黄＝ベル、赤＝チェリー、緑＝スイカ。
リナ
声：たかはし智秋
山佐版のみ登場。リオの異母姉妹。Super Stock Time中に出現すると、ゲーム数200以上が濃厚となる。

## 総評
以上のようなゲーム性はもとより、設定1でもヒキ次第ではプラスになるどころか1万枚越えも可能というスペックもありプレイヤーから支持を得るもののホール側にとって設定が扱い難いという欠点があったことや『北斗の拳』や『吉宗』と販売時期が重なったこともあり、設置台数を伸ばすことはできなかった。
ところが本機のメインキャラであるリオに人気が集中し、本機の設置が落ち着いた後であってもリオ関連グッズが多数発売された。後継機種として2005年には『リオデカーニバル』、2007年には『リオパラダイス』が発売されるなど、5号機時代においてもパチスロにおける萌えキャラとしての人気を不動のものにしている。

## スマスロ スーパーブラックジャック
「スマスロ スーパーブラックジャック」は、2025年2月から稼動開始した「スーパーブラックジャック」の後継機。なお、本機のボーナスはATによる疑似ボーナスとなる。検定名はLスーパーブラックジャックSLDC。製造はセブンリーグ、販売は山佐ネクスト。山佐では2022年9月の「スーパーリオエース」以来となる2機種目のRioシリーズになる。
初代スーパーブラックジャックをスマスロで再現したもので、レア役や前作同様の小役連からステージを上げて疑似ボーナスを狙うタイプ。また、スロプラNEXTに対応しており、サブ液晶のメニューからQRコードをスマホで読み取ることで、自分の台の挙動（及びこの日に獲得したサブ画面のキャラクターやケロットトロフィー）を知ることが出来る。
なお、カジノバトル対決演出は従来のブラックジャックに加えポーカー、ルーレットの3つがあり、対戦するキャラによって期待度が異なる。

### ボーナス
初当たり時とRio Chance経由でボーナスの種類と枚数が異なる。
初当たりは赤7が100枚、青7が300枚、レギュラーが60枚。なお、レギュラーは終了後通常に戻るが、ステージがチャイナステージ（ステージはカジノ、チャイナ、ジャパン、ハワイの4種で、チャイナはボーナス高確率のチャンス、ジャパンはボーナス高確率濃厚、ハワイは本前兆濃厚。）に移行し、天井ゲーム数をそのまま引き継ぐ。ビッグ後は、Rio Chance高確率に移行する（Stock Timeを獲得した場合はStock Timeへ）。
Rio Chance経由時はレギュラーが60枚、赤7が200枚、青7が300枚、赤青赤の異色はスーパービッグボーナスで400枚、エピソードボーナスは400枚+Stock Time濃厚、スペシャルエピソードボーナスは200枚or500枚+ジョーカーモード濃厚となる。
青7及びスーパービッグは、演出を3つの中から選ぶことが出来る。ボーナス開始前に中リールボタンで選択する。
- リオ：初回赤7時と同じチャンス告知。最終的にトランプの図柄揃いやルーレット演出でStock Time突入を示唆する。
- ハワード：タイマー告知。ハワードが肉を食べることがあり、肉を食べ終わったときにHAMAKIと出てくればチャンスで、次ゲームで葉巻を全部吸えばStock Time濃厚。葉巻が少ないほどチャンス。
- ジョーカー：ジョーカーに扮したリオが、様々な演出を行う完全告知モード。フリーズが発生すればStock Time濃厚となる。

ボーナス終了時に、サブ画面にカードが出現することがあり、それをタッチして出現するキャラクターで設定示唆を行う。一部キャラクターにはサイン入りがあり、サインが入っていると高設定信頼度が上がる。ケロットトロフィーが出現する場合もあり、出現した場合は一定設定以上が濃厚となる。

### Stock Time / Super Stock Time
Rio Chanceをストックする高確率ゾーン。最低50ゲームから最高777ゲーム。ストック確率及び純増が更に上がり、最低100ゲーム保証のSuper Stock Timeもある。ストックを獲得した際の示唆は、ピース、ウインク、投げキッスの順でストック数を示唆している。

### Rio Chance
ボーナスを放出する昇格ジャッジゾーン。押し順ベルによる報酬昇格パートと、後半のジャッジパートに分かれている。ジャッジパートでボーナス突入フラグ（狙え演出）を引いたタイミングで報酬が確定する。ジャッジ時に、MAXBETボタンを押すと煽り演出をパスして即該報酬のの当否結果を確認できる。スルーされた報酬は、一段階報酬がアップする（例：報酬が赤7だった場合でスルーすると、青7に報酬がアップ）。
また、開始時に中リールストップボタンを押すことで、旧作同様の演出になり、何が貰えるのか分からなくするクラシックモードも選択可能。但し、クラシックモードにしても通常時同様ボーナス確定画面表示後リール回転前にPUSHボタンを押すと、ボタンに表示される色でどのボーナスを突入抽選しているのかは判別が可能。

### ジョーカーモード
本機の最強モードで、様々な契機で突入する可能性がある。Rio Chance高確中にレギュラーが4回当選すると突入濃厚になる他、スペシャルエピソードボーナス当選、エンディングボーナス到達後等の突入契機がある。Super Stock Timeの確率が上がり、Rio Chance高確に関しても高確率ロングと出玉を伸ばす大チャンスとなる。

## ゲーム機
- 2003年10月23日発売の『楽勝！パチスロ宣言』（プレイステーション2）に収録されている。
- ネットの提供によってオンラインゲームサイトのサミー『777town.net』、バタフライ『モバ 7』にてプレイが可能である他、Android版が2013年にアプリを取り扱うサイトから配信されている。